# Masny
Masny [mani] est une commune française, située dans le département du Nord en région Hauts-de-France.
Située dans l'ancien bassin minier du Nord-Pas-de-Calais, la Compagnie des mines d'Aniche y a ouvert la fosse Vuillemin.

## Géographie

### Localisation
Masny est une petite ville de l'Ostrevent, située dans l'ancien bassin minier du Nord-Pas-de-Calais.
Masny est traversé par le sentier de grande randonnée GR 121 et par le sentier de grande randonnée de pays GRP du bassin minier du Nord-Pas-de-Calais.
La commune se trouve dans l'aire d'attraction de Douai et dans sa zone d'emploi, dans l'unité urbaine de Valenciennes (partie française) ainsi que dans le bassin de vie de Somain.*

### Communes limitrophes
Les communes limitrophes sont  Auberchicourt, Erchin, Lewarde, Loffre, Monchecourt, Montigny-en-Ostrevent, Pecquencourt et Écaillon.

### Géologie et relief
La superficie de la commune est de 7,12 km2 ; son altitude varie de 18  à   58 mètres.

### Hydrographie

#### Réseau hydrographique

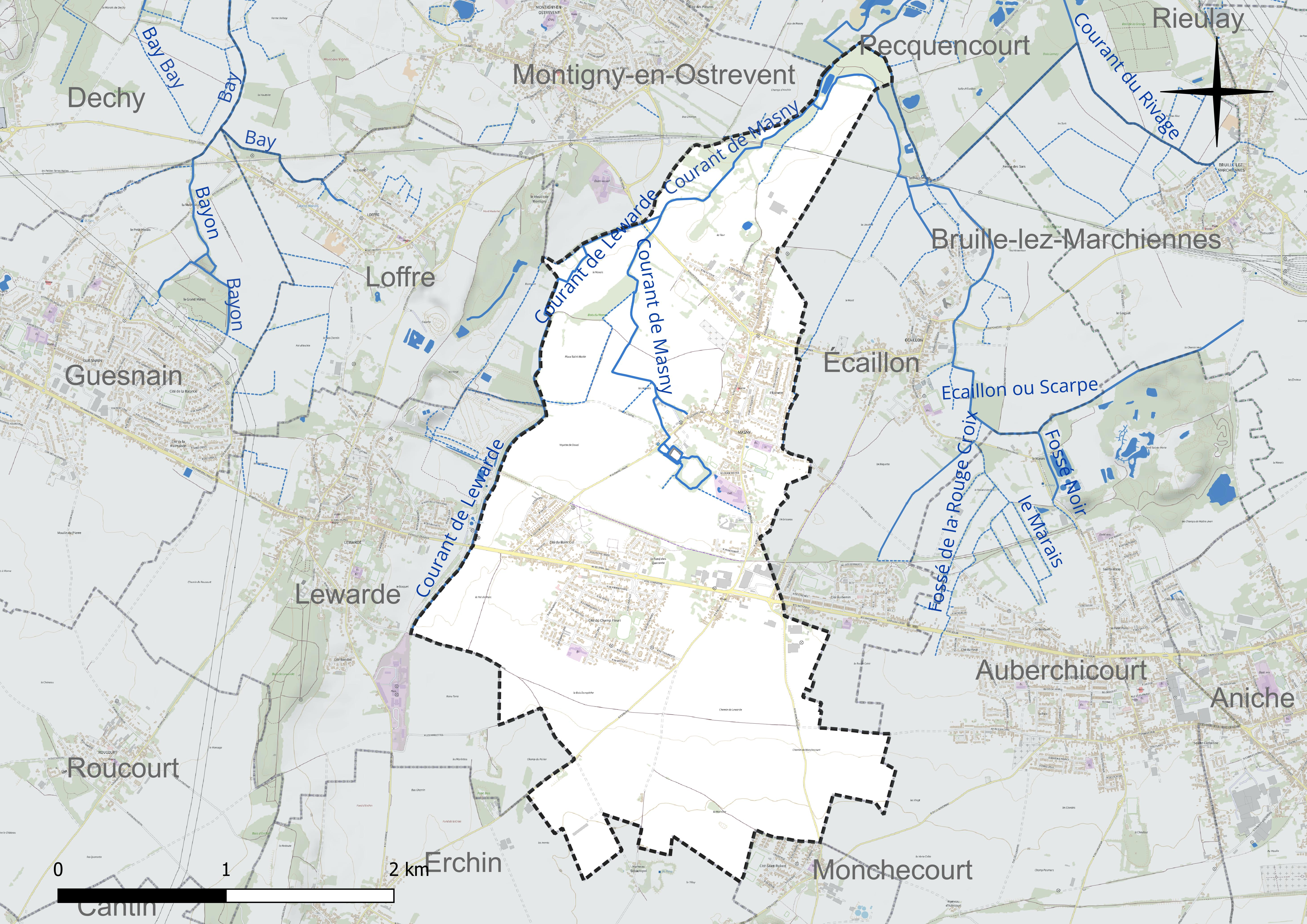
Réseau hydrographique de Masny.

La commune est située dans le bassin Artois-Picardie.
Elle est drainée par l'Ecaillon ou Scarpe, le Courant de Masny, le Courant de Lewarde, le Courant de lewarde et divers autres petits cours d'eau,.

#### Gestion et qualité des eaux
Le territoire communal est couvert par le schéma d'aménagement et de gestion des eaux (SAGE) « Scarpe aval ». Ce document de planification concerne un territoire de 624 km2 de superficie, délimité par le bassin versant de la Scarpe aval, comprenant la Pévèle, la plaine de la Scarpe et le bassin minier avec l'Ostrevent. Le périmètre a été arrêté le 18 mars 1997 et le SAGE proprement dit a été approuvé le 12 mars 2009, puis révisé le 5 juillet 2021. La structure porteuse de l'élaboration et de la mise en œuvre est le parc naturel régional Scarpe-Escaut.
La qualité des cours d'eau peut être consultée sur un site dédié géré par les agences de l'eau et l'Agence française pour la biodiversité.

### Climat
Pour des articles plus généraux, voir Climat des Hauts-de-France et Climat du Nord.
En 2010, le climat de la commune est de type climat océanique dégradé des plaines du Centre et du Nord, selon une étude du CNRS s'appuyant sur une série de données couvrant la période 1971-2000. En 2020, Météo-France publie une typologie des climats de la France métropolitaine dans laquelle la commune est exposée à un climat océanique et est dans la région climatique Nord-est du bassin Parisien, caractérisée par un ensoleillement médiocre, une pluviométrie moyenne régulièrement répartie au cours de l'année et un hiver froid (3 °C).
Pour la période 1971-2000, la température annuelle moyenne est de 10,6 °C, avec une amplitude thermique annuelle de 14,6 °C. Le cumul annuel moyen de précipitations est de 713 mm, avec 11,8 jours de précipitations en janvier et 9,4 jours en juillet. Pour la période 1991-2020, la température moyenne annuelle observée sur la station météorologique la plus proche, située sur la commune de Douai à 9 km à vol d'oiseau, est de 11,0 °C et le cumul annuel moyen de précipitations est de 729,2 mm,. Pour l'avenir, les paramètres climatiques de la commune estimés pour 2050 selon différents scénarios d'émission de gaz à effet de serre sont consultables sur un site dédié publié par Météo-France en novembre 2022.

## Urbanisme

### Typologie
Au 1er janvier 2024, Masny est catégorisée ceinture urbaine, selon la nouvelle grille communale de densité à sept niveaux définie par l'Insee en 2022.
Elle appartient à l'unité urbaine de Valenciennes (partie française), une agglomération internationale regroupant 56  communes, dont elle est une commune de la banlieue,,.
Par ailleurs la commune fait partie de l'aire d'attraction de Douai, dont elle est une commune de la couronne,. Cette aire, qui regroupe 61 communes, est catégorisée dans les aires de 50 000 à moins de 200 000 habitants,.

### Occupation des sols

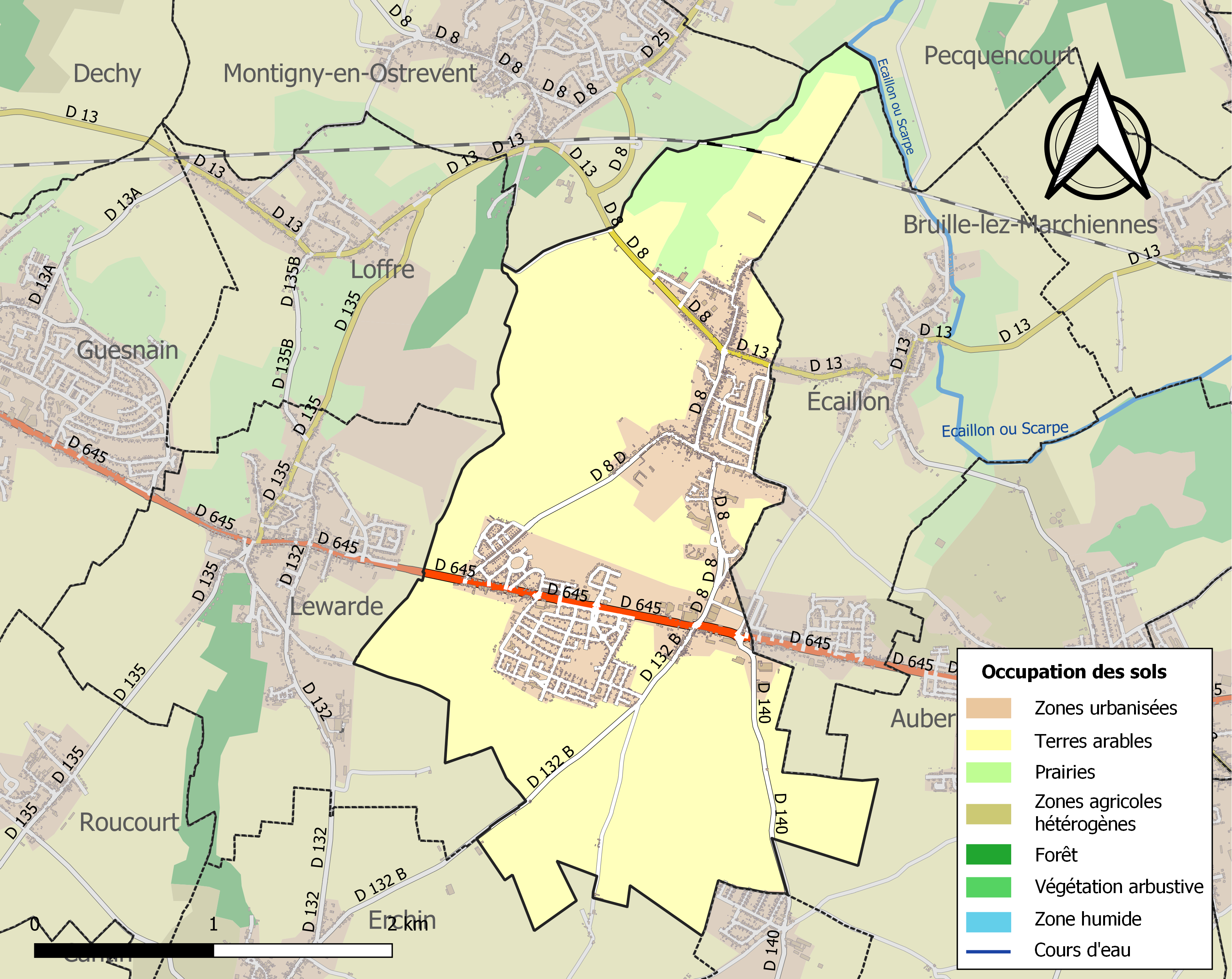
Carte des infrastructures et de l'occupation des sols de la commune en 2018 (CLC).

L'occupation des sols de la commune, telle qu'elle ressort de la base de données européenne d'occupation biophysique des sols Corine Land Cover (CLC), est marquée par l'importance des territoires agricoles (75,5 % en 2018), une proportion sensiblement équivalente à celle de 1990 (76 %).
La répartition détaillée en 2018 est la suivante :  terres arables (70 %), zones urbanisées (24,5 %), prairies (5,4 %).
L'évolution de l'occupation des sols de la commune et de ses infrastructures peut être observée sur les différentes représentations cartographiques du territoire : la carte de Cassini (XVIIIe siècle), la carte d'état-major (1820-1866) et les cartes ou photos aériennes de l'IGN pour la période actuelle (1950 à aujourd'hui).

### Voies de communication et transports

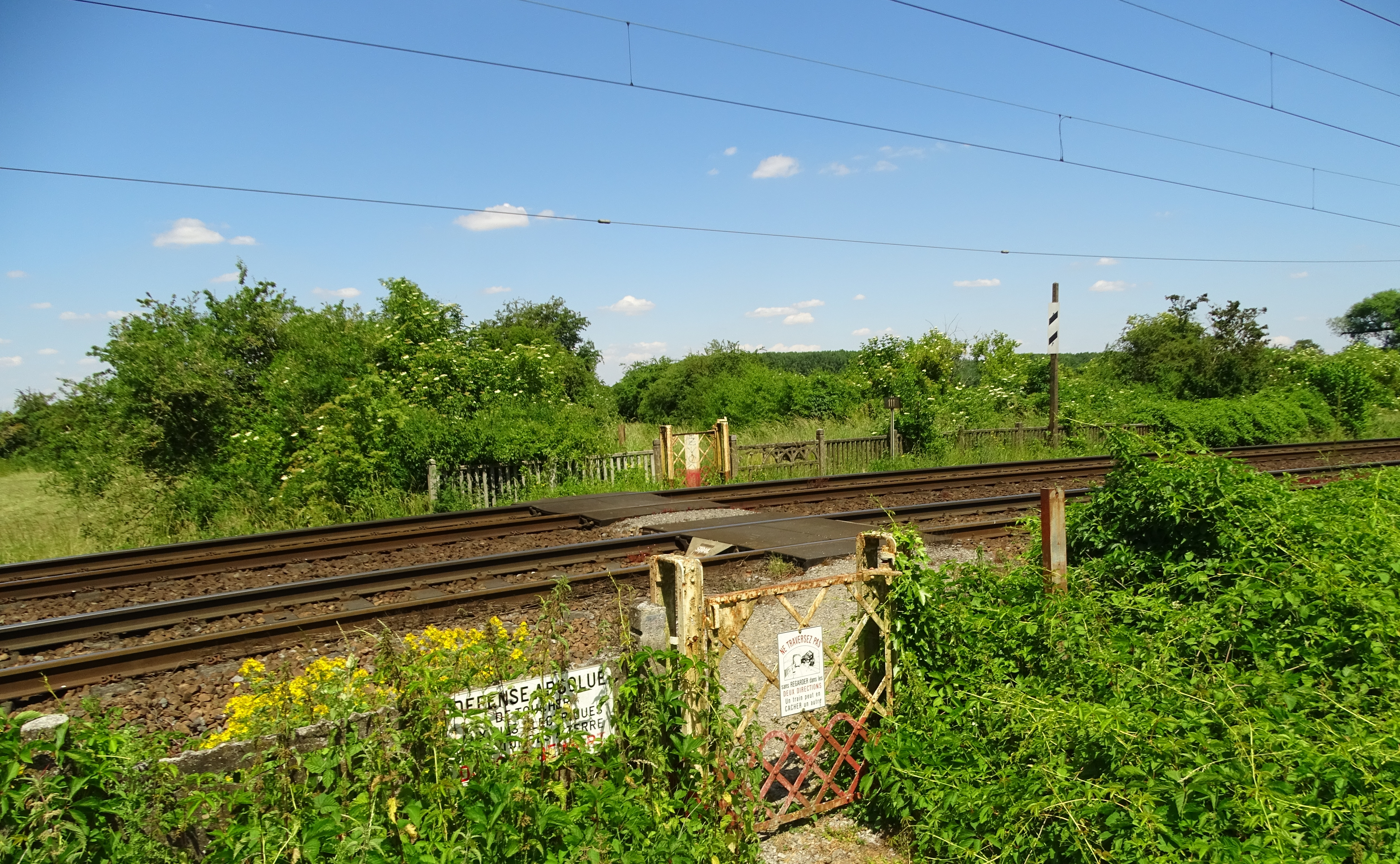
Passage à niveau piétonnier n°111 sur la ligne de chemin de fer.

La commune est aisément accessible depuis l'autoroute A21 (France), et est desservie par la RD 645 et la RD 8 qui la relient à Douai et Somain.
Masny est traversée par la ligne de Douai à Blanc-Misseron, mais la station  de chemin de fer la plus proche est la gare de Montigny-en-Ostrevent, desservie par des trains TER Hauts-de-France, qui effectuent des missions entre les gares de Lille-Flandres et de Saint-Quentin, ou de Douai et de Valenciennes
La commune est desservie par la ligne A du bus à haut niveau de service de Douai ainsi que par les lignes 20 et 108 du réseau de transport Évéole.

## Toponymie

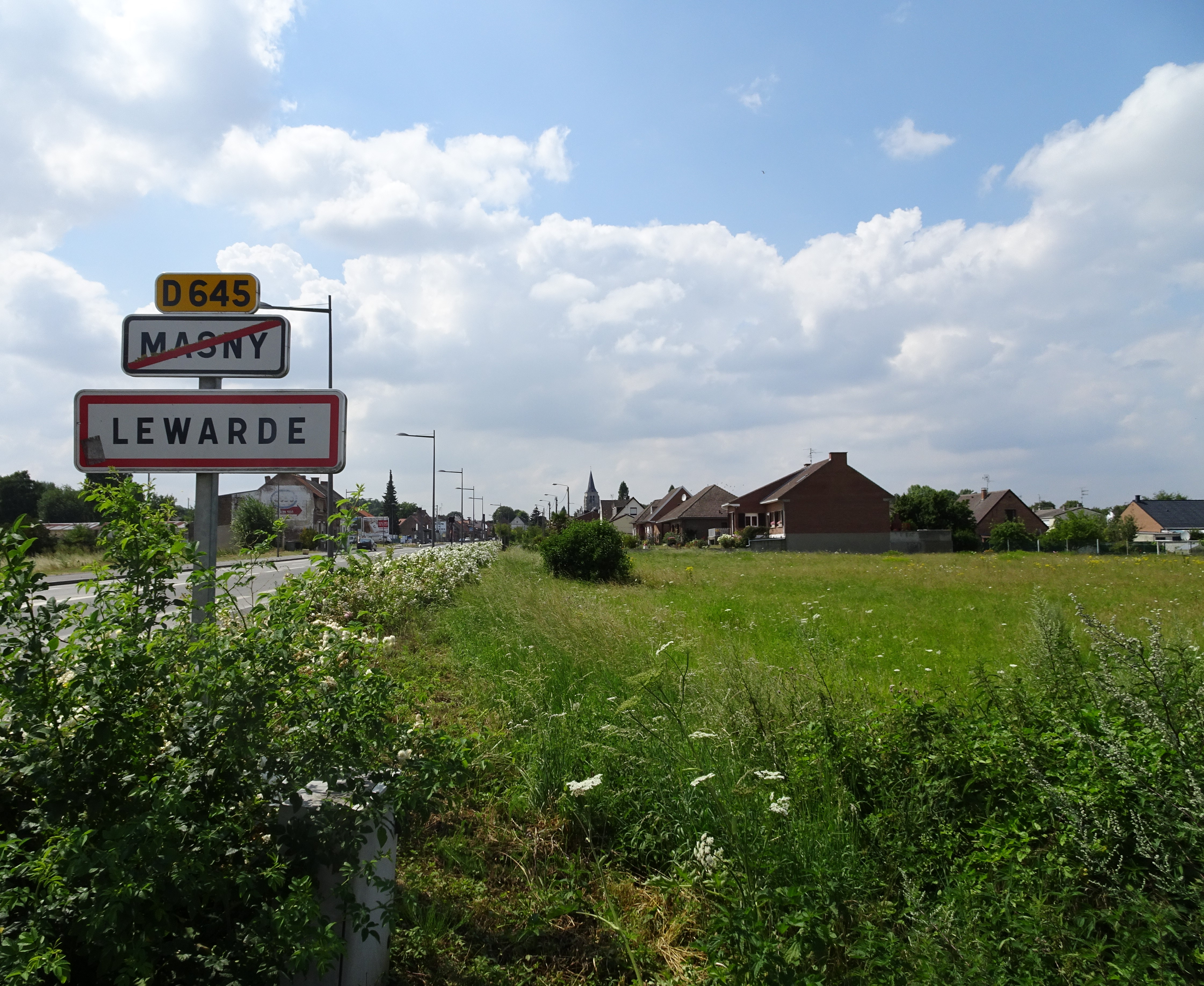

## Histoire

### Seigneurie de Masny
Masny est un village qui doit sa renommée à certains de ses seigneurs du Moyen Âge. La première apparition du nom de Masny remonte en 1175. En effet, un Henry de Masny, ou Mauny comme les Anglais diront bien plus tard, était déjà chevalier et seigneur du village. Il y aura quelques années plus tard, une Alix de Masny qui épousera Wilbold d'Auberchicourt (famille d'Auberchicourt) à la fin du XIIe siècle.
Il n'existe pas encore de généalogie de cette famille, mais un Jean dit le Borgne de Masny avait épousé Jeanne de Jenlaing, il tua un chevalier gascon au cours d'un tournoi près de Cambrai en 1269. Il participa aussi au grand tournoi de Mons offert par le comte de Hainaut.
Ce Jean de Masny eut quatre fils. L'aîné, appelé Gilles, fut seigneur de Masny et de Jenlaing et portait comme arme d'or à trois chevrons de sable ; ce sont les armes des comtes Baudouin IV et Baudouin V de Hainaut. Le cri de guerre de la famille de Masny était « Hainaut Ancien ! ». Le deuxième fils s'appelait Guillaume, le troisième Wauthier, et le dernier Thierry. Un de ces quatre frères chercha le corps de son père, Jean dit le Borgne assassiné alors qu'il allait se rendre à Saint-Jacques-de-Compostelle. Il le trouva sous une dalle de marche à La Réole et le fit ensevelir à Valenciennes.
Lorsque Philippa de Hainaut, fille de Guillaume Ier de Hainaut se rendit en Angleterre pour être présentée à son mari Édouard III d'Angleterre, elle était accompagnée d'une nombreuse suite composée d'hommes d'armes, de serviteurs et de pages. Parmi ces pages, figurait notre Wauthier. Après la cérémonie officielle, tous ces preux chevaliers et écuyers retournèrent en Hainaut sauf Wauthier qui resta au service de la reine d'Angleterre. Troisième fils de famille, il n'avait aucune raison particulière de retourner et peut être allait-il faire fortune. Nous étions en 1330 et le jeune homme avait toute la vie devant lui pour s'enrichir.
Il commença tôt car en 1331, il accompagne Édouard Baillol pour conquérir des territoires en Écosse et se distingue à la bataille de Dupplin Moor. Plus tard, il fera prisonnier Jan Crabbe, pirate flamand, mercenaire de Robert Bruce et le revendra à Édouard III pour 1 000 £. En récompense des services rendus, il est fait chevalier et reçoit de nombreux titres.
En 1337, il est nommé amiral de la flotte du nord. Sa première grande victoire, il l'obtient dans l'estuaire de l'Escaut où il fait prisonnier le fils bâtard du comte de Flandre qu'il vend au roi pour la somme de 8 000 £, les autres prisonniers lui rapporteront 11 000 £.
Lors du débarquement des Anglais sur le continent en 1339, les troupes passant par le comté de Hainaut montent leur camp entre la Flamengerie et La Capelle. Ils savent l'armée française à proximité et pour les empêcher de dormir, Wauthier et ses hommes les harcèlent toutes les nuits, pénètrent dans les campements et tuent. L'armée de France lèvera le camp et se repliera.
En 1340, Wauthier se trouve à la bataille de l'Écluse et participe au siège de Tournai. Le comte de Hainaut lui offrira la seigneurie de Wasmes. Il reçoit l'héritage de son frère Gilles décédé, il est alors seigneur de Masny et de Jenlaing. En 1342, il délivre Jeanne de Montfort, deuxième épouse de Jean de Montfort (1294-1345) assiégée dans sa forteresse de Hennebont, avec 50 archers, 50 hommes de pied et 12 chevaliers. Il se sert de ce château comme base de repli et investit Vannes avec l'aide de Robert d'Artois. Il défend Aiguillon contre Jean de Nomandie qui abandonnera le siège mais qui lors de son repli sur Paris se verra attaqué par les gens de Mauny. C'est lors de ces attaques qu'il demande à un chevalier prisonnier du nom de Grimouton de Chambly de solliciter pour lui un sauf-conduit contre sa liberté afin de rejoindre Édouard III d'Angleterre qui assiégeait Calais. C'est le duc Jean, fils du roi futur Jean II de France, qui le rédigea et le lui fera remettre.
En traversant Orléans, Wauthier se fait arrêter, conduire devant le roi Philippe VI de France à Paris et jeté en prison. Lorsque Jean, duc de Normandie apprit cela il entra dans une violente colère et exigea qu'il délivra immédiatement le prisonnier. Le roi de France s'exécuta et relâcha Wauthier sur les bords de la Garonne. Les hommes qui l'accompagnaient restèrent en prison mais furent délivrés le 20 septembre 1346 par le comte de Derby. Il secourut encore la comtesse de Montfort en arrivant par mer avec 120 voiles portant 300 hommes et 2000 archers le 20 mai 1342. Notre homme fut nommé par Édouard III, premier baron de Mauny et fait chevalier de l'ordre de la jarretière (brevet 46). Il se maria avec la duchesse Marguerite de Norfolk, cousine du roi, et ce contre l'avis d'Édouard III, et il mourut à Londres le 15 janvier 1372 à l'âge de 67 ans. Ils eurent ensemble deux enfants : un fils Thomas qui décéda la même année que celle de sa naissance et une fille, Jeanne de Masny qui épousa John Hasting, 2e comte de Pembroke, il eut aussi 2 filles naturelles qui devinrent religieuses. Mais ses frères se distinguèrent aussi pendant le début de cette guerre dite de cent ans, sous les ordres de Jean de Beaumont, frère du comte de Hainaut.

### Temps modernes

#### Cartulaire du duc Charles de Croÿ

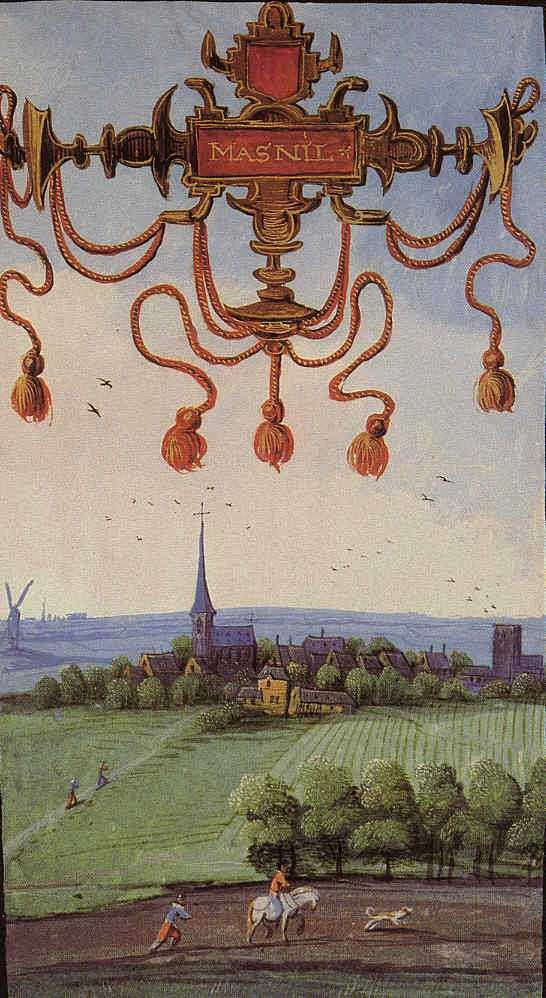
Le cartilaire du Duc de Croÿ

Il s'agit de peintures topographiques à la demande du duc Charles de Croÿ
- Généralités :

1. Date : probablement 1603
2. Saison : été
3. Cartouche: Masnil
4. Orientation de la vue : du sud

- Premier plan :

1. Chemin : En bas route de Douai à Bouchain à gauche chemin vers le village
2. Personnages : allant vers Bouchain un piéton, un cavalier, un chien et deux piétons vers le village

- Deuxième plan :

1. Le village en habitat groupé
2. Une douzaine de bâtisses aux toits 2 pans
3. L'église à flèche élancée domine sur la gauche
4. Une autre imposante bâtisse est située sur la droite, il s'agit d'une tour terminée par une terrasse, c'est le château construit en 1337 par Wauthier de Masny

- Troisième plan :

À gauche, un moulin puis silhouette d'un village sur une crête

### Époque contemporaine
La reconversion de l'ancien carreau de la fosse Vuillemin de quatre hectares est lancée en 2007 par la plantation d'un arbre pour aboutir en une surface commerciale dont l'ouverture a eu lieu en mars 2008.
Depuis 2015, Masny compte un quartier prioritaire, qui regroupe les cités du Blanc-Cul et du Champ-Fleuri, avec 1 400 habitants en 2020 et un taux de pauvreté de 43 %.

## Politique et administration

### Rattachements administratifs et électoraux

#### Rattachements administratifs
La commune se trouve dans l'arrondissement de Douai du département du Nord.
Elle faisait partie depuis 1801 du canton de Douai-Sud. Dans le cadre du redécoupage cantonal de 2014 en France, cette circonscription administrative territoriale a disparu, et le canton n'est plus qu'une circonscription électorale.

#### Rattachements électoraux
Pour les élections départementales, la commune fait partie depuis 2014 du canton d'Aniche
Pour l'élection des députés, elle fait partie de la seizième circonscription du Nord.

### Intercommunalité
Masny était membre de la  communauté de Communes de l'Est du Douaisis (CCED), un établissement public de coopération intercommunale (EPCI) à fiscalité propre créé fin 2000 et auquel la commune a transféré un certain nombre de ses compétences, dans les conditions déterminées par le code général des collectivités territoriales.
En 2006, cette intercommunalité prend le nom de communauté de communes Cœur d'Ostrevent puis, en 2025, se transforme en communauté d'agglomération sous la dénomination de communauté d'agglomération Cœur d'Ostrevent. La commune en est donc membre.

### Tendances politiques et résultats
Lors du second tour des élections municipales de 2014 dans le Nord, la liste DVG menée par la maire sortante Paulette Gauthiez obtient la majorité des suffrages exprimés avec 712 voix (33,95 %, 19 conseillers municipaux élus dont 2 communautaires, devançant légèrement celles menées respectivement par : 

- Lionel Fontaine (DVG, 697 voix, 33,23 %, 4 conseillers municipaux élus) ; 

- Raymonde Duquesne (DIV, 688 voix, 32,80 %, 4 conseillers municipaux élus).

Lors de ce scrutin, 23,19 % des électeurs se sont abstenus.
Lors du second tour des élections municipales de 2020 dans le Nord,, la liste DVG menée par Lionel Fontaine obtient la majorité absolue des suffrages exprimés, avec 906 voix (58,56 %, 22 conseillers municipaux élus dont 3 communautaires), devançant très largement celles menées respectivement par : 

- Paulette Delabre-Gauthiez, maire sortante (DVG, 337 voix, 21,78 %, 3 conseillers municipaux élus) ;

- Raymonde Duquenne (DVC, 304 voix, 19, 65 %, 2 conseillers municipaux élus).

Lors de ce scrutin marqué par la pandémie de Covid-19 en France, 44,36 % des électeurs se sont abstenus.

### Liste des maires
| Période        | Période                       | Identité                | Étiquette | Qualité |
| -------------- | ----------------------------- | ----------------------- | --------- | --- |
|                |                               |                         |           | |
|                | mai 1808                      | Jacques-François Fiévet | Droite    | Polytechnicien, colonel d'artillerie Conseiller général de Douai-Sud (1867 → 1870) Commandeur de la Légion d'honneur                                                     |
| juin 1808      | mars 1832                     | Amé-Constant Fiévet     | Droite    | Agriculteur Mort en fonction |
| mai 1832       | septembre 1840                | Constantin Picquette    |           | |
| septembre 1840 | janvier 1878                  | Henri-Constant Fiévet,  | Droite    | Agriculteur, éleveur et fabriquant de sucre Frère de Jacques-François Fievet Conseiller général de Douai-Sud (1871 → 1881) Officier de la Légion d'honneur               |
| janvier 1878   | avril 1893                    | Édouard Fiévet          | Droite    | Frère de Jacques-François et Henri-Constant Industriel, fabricant de sucre, Conseiller général de Douai-Sud (1881 → 1889 Sénateur du Nord (1885 → 1888) Mort en fonction |
| 1893           | novembre 1921                 | Félix Fiévet            |           | Mort en fonction |
| décembre 1921  | décembre 1921                 | Hippolyte Leclercq      |           | |
| janvier 1922   |                               | Constant Fiévet         |           | |
|                |                               |                         |           | |
| années 1940    | 1977                          | Irénée Pamart           |           | Cultivateur Suppléant du député Georges Sarazin (1958 → 1962) |
| 1977           | mars 2008                     | Claude Schäfer,         | DVG       | Instituteur |
| mars 2008      | juillet 2020                  | Paulette Gauthiez       | PS        | |
| juillet 1920   | En cours (au 18 janvier 2024) | Lionel Fontaine         | DVG       | Vice président de la CC puis CA Cœur d'Ostrevent (2020 → ) |

La commune a eu plusieurs maires issus de la famille Fiévet, dont la tombe est située dans le cimetière paroissial. Constant Fiévet a été conseiller général du canton de Douai-Sud de 1871 à 1881 ; Édouard Fiévet lui succède entre 1881 et 1889, il est également sénateur, entre 1885 et 1888.

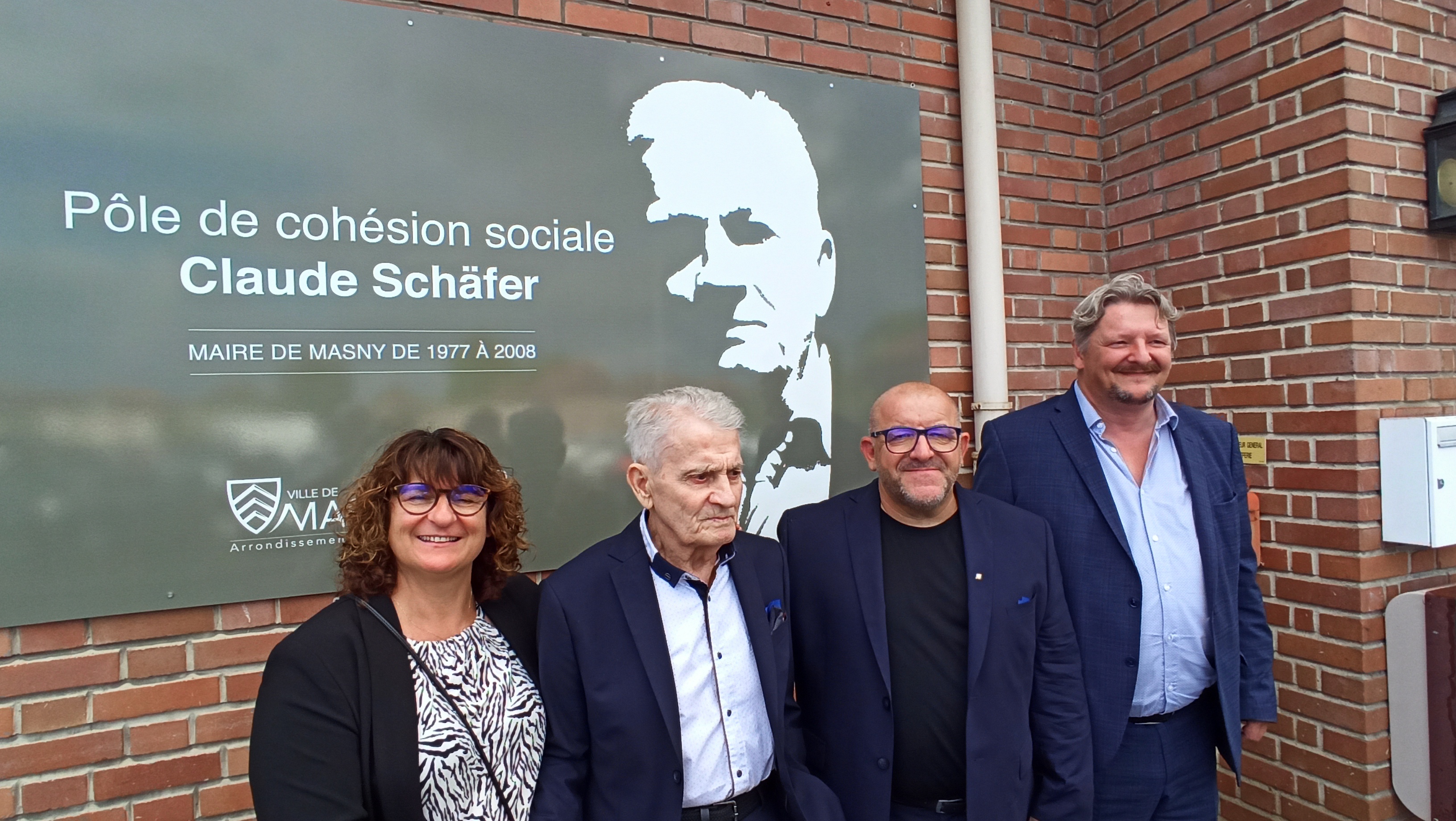
Claude Schäfer, 2e à partir de la gauche, lors de l'inauguration du pôle de cohésion sociale de Masny, en 2022.
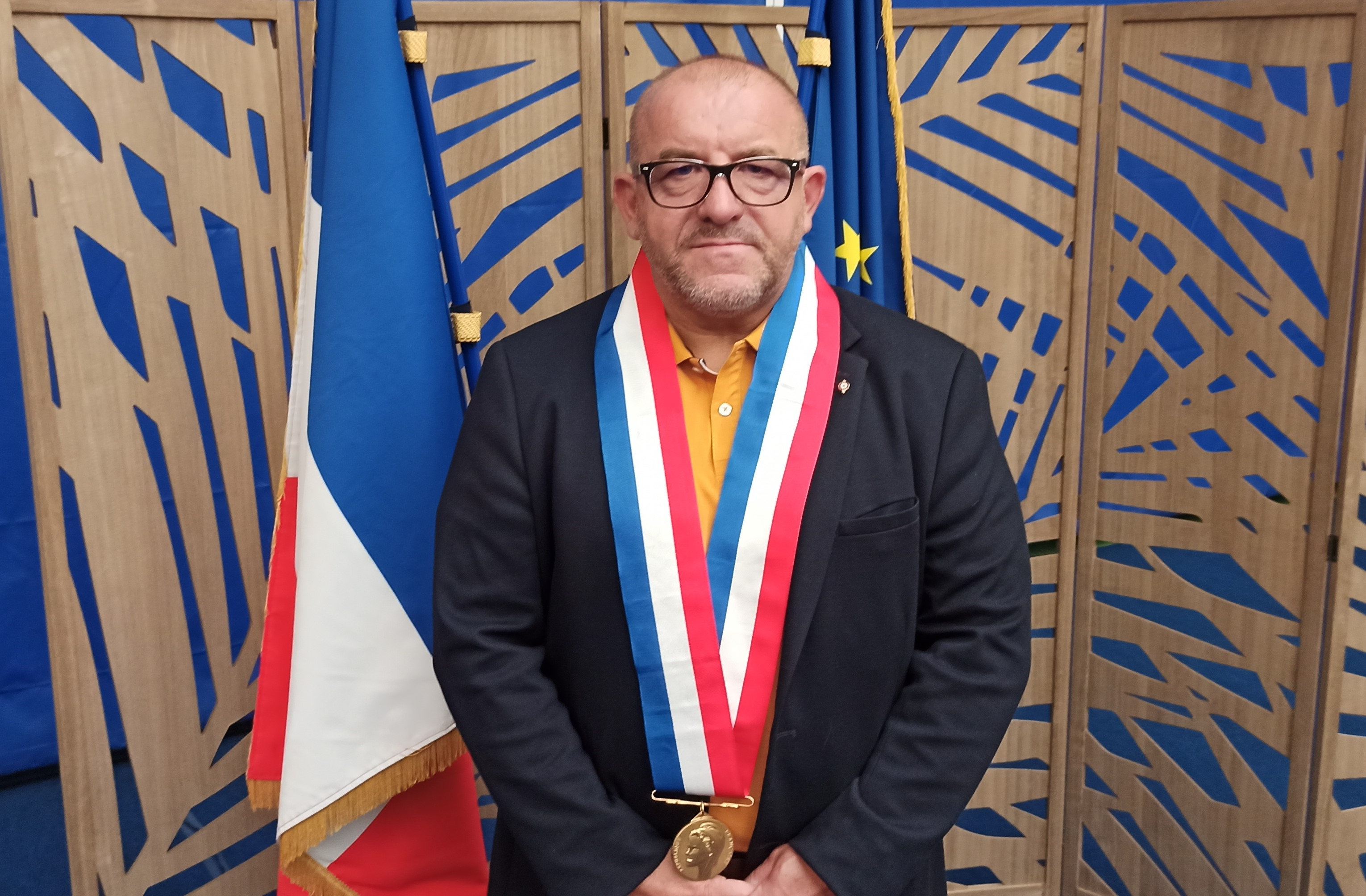
Lionel Fontaine, juillet 2020

## Jumelage
| Ville | Ville  | Pays | Pays    | Période                |
| ----- | ------ | ---- | ------- | ---------------------- |
|       | Lubsko |      | Pologne | depuis le 16 juin 2017 |

## Population et société

### Démographie

#### Évolution démographique
L'évolution du nombre d'habitants est connue à travers les recensements de la population effectués dans la commune depuis 1793. Pour les communes de moins de 10 000 habitants, une enquête de recensement portant sur toute la population est réalisée tous les cinq ans, les populations de référence des années intermédiaires étant quant à elles estimées par interpolation ou extrapolation. Pour la commune, le premier recensement exhaustif entrant dans le cadre du nouveau dispositif a été réalisé en 2007.

En 2022, la commune comptait 4 028 habitants, en évolution de −2,52 % par rapport à 2016 (Nord : +0,51 %, France hors Mayotte : +2,11 %).
| 1793 | 1800 | 1806 | 1821 | 1831 | 1836 | 1841 | 1846 | 1851 |
| ---- | ---- | ---- | ---- | ---- | ---- | ---- | ---- | ---- |
| 623  | 674  | 816  | 850  | 892  | 874  | 907  | 916  | 829  |

| 1856 | 1861 | 1866 | 1872  | 1876  | 1881  | 1886  | 1891  | 1896  |
| ---- | ---- | ---- | ----- | ----- | ----- | ----- | ----- | ----- |
| 870  | 925  | 951  | 1 017 | 1 089 | 1 094 | 1 042 | 1 077 | 1 150 |

| 1901  | 1906  | 1911  | 1921  | 1926  | 1931  | 1936  | 1946  | 1954  |
| ----- | ----- | ----- | ----- | ----- | ----- | ----- | ----- | ----- |
| 1 220 | 1 331 | 1 465 | 1 442 | 2 280 | 2 325 | 2 803 | 2 827 | 3 692 |

| 1962  | 1968  | 1975  | 1982  | 1990  | 1999  | 2006  | 2007  | 2012  |
| ----- | ----- | ----- | ----- | ----- | ----- | ----- | ----- | ----- |
| 4 158 | 4 554 | 4 303 | 4 485 | 4 688 | 4 571 | 4 497 | 4 481 | 4 176 |

| 2017  | 2022  | - | - | - | - | - | - | - |
| ----- | ----- | - | - | - | - | - | - | - |
| 4 143 | 4 028 | - | - | - | - | - | - | - |

#### Pyramide des âges
La population de la commune est relativement jeune.
En 2018, le taux de personnes d'un âge inférieur à 30 ans s'élève à 37,6 %, soit en dessous de la moyenne départementale (39,5 %). À l'inverse, le taux de personnes d'âge supérieur à 60 ans est de 24,1 % la même année, alors qu'il est de 22,5 % au niveau départemental.
En 2018, la commune comptait 1 972 hommes pour 2 153 femmes, soit un taux de 52,19 % de femmes, légèrement supérieur au taux départemental (51,77 %).
Les pyramides des âges de la commune et du département s'établissent comme suit.
| Hommes | Classe d’âge | Femmes |
| ------ | ------------ | ------ |
| 0,6    | 90 ou +      | 1,4    |
| 6,0    | 75-89 ans    | 9,9    |
| 14,7   | 60-74 ans    | 15,5   |
| 20,7   | 45-59 ans    | 19,5   |
| 17,9   | 30-44 ans    | 18,3   |
| 18,4   | 15-29 ans    | 16,9   |
| 21,6   | 0-14 ans     | 18,6   |

| Hommes | Classe d’âge | Femmes |
| ------ | ------------ | ------ |
| 0,5    | 90 ou +      | 1,4    |
| 5,3    | 75-89 ans    | 8,1    |
| 14,8   | 60-74 ans    | 16,2   |
| 19,1   | 45-59 ans    | 18,4   |
| 19,5   | 30-44 ans    | 18,7   |
| 20,7   | 15-29 ans    | 19,1   |
| 20,2   | 0-14 ans     | 18     |

## Culture locale et patrimoine

### Lieux et monuments
- Le monument à Jules Caffart.
- L'église Saint-Martin, reconstruite une première fois en 1780. L’édifice actuel date de 1865, sur les plans  l'architecte Émile Boeswillwald et comprenant un changement d'orientation. Édifiée au Second Empire ce monument se voulait un hommage à l'Andalousie région de naissance de l'impératrice Eugénie.
- Le château édifié par le chevalier Wauthier de Masny en 1337 [41]. À la Révolution française, il est en ruine, mais  la tour subsiste jusqu'en 1830. Il n'en subsiste que le tour d'eau et une motte. Ces vestiges ont été décrits par le capucin Le Carlier en 1730 puis les dessins et relevés de Claude Masse, ingénieur militaire du roi Louis XIV.

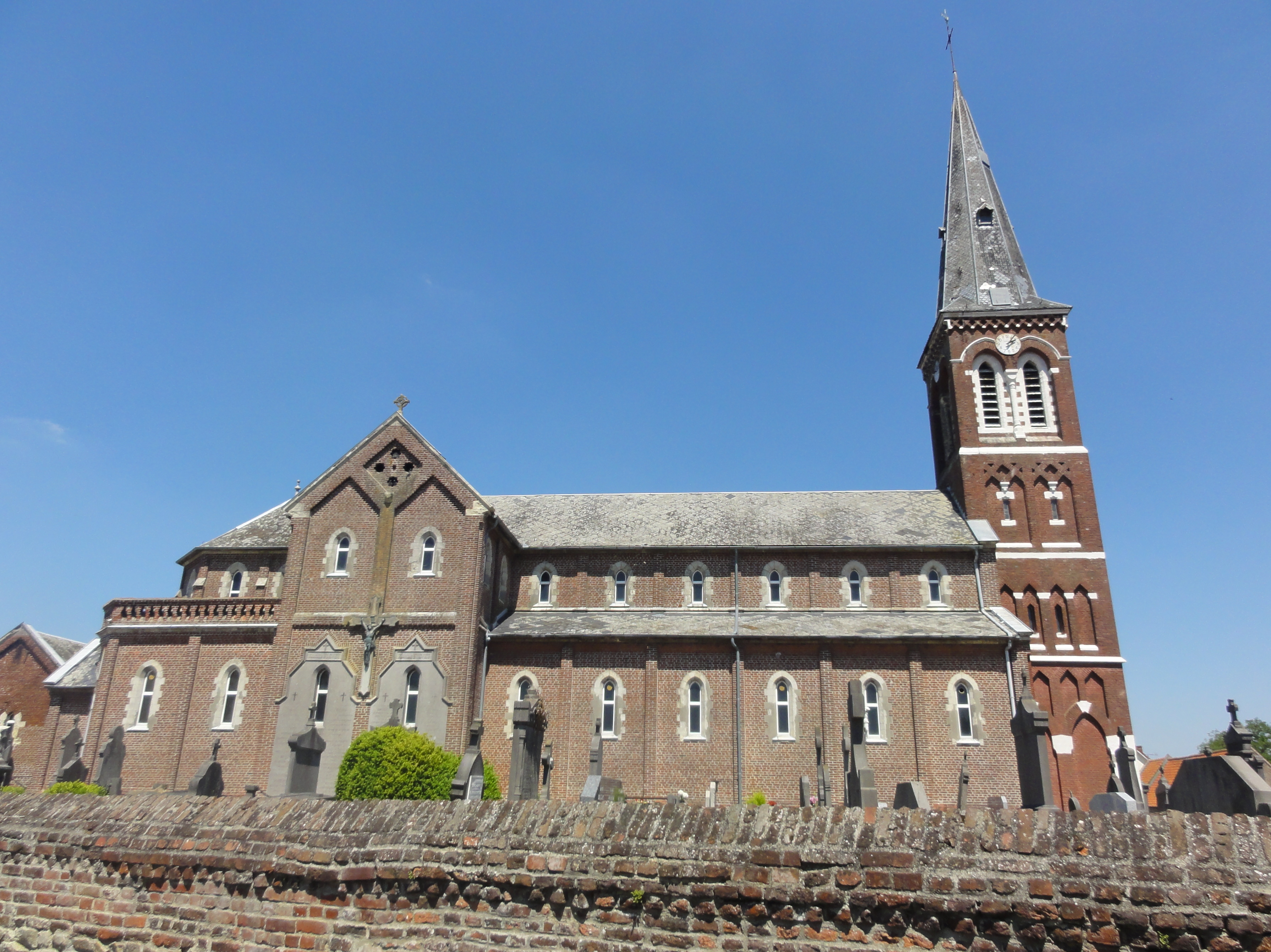
L'église.
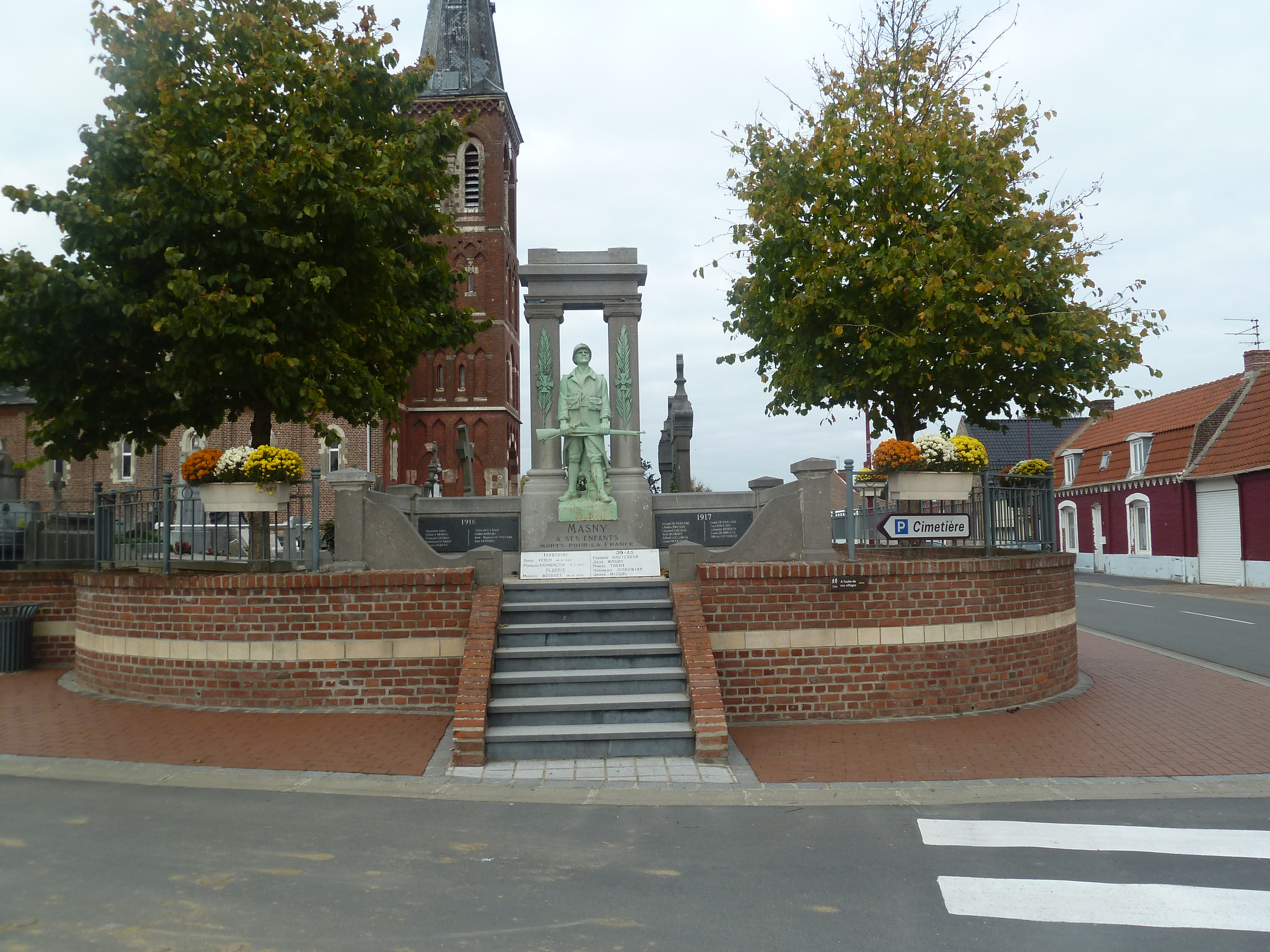
Le monument aux morts devant l'église.
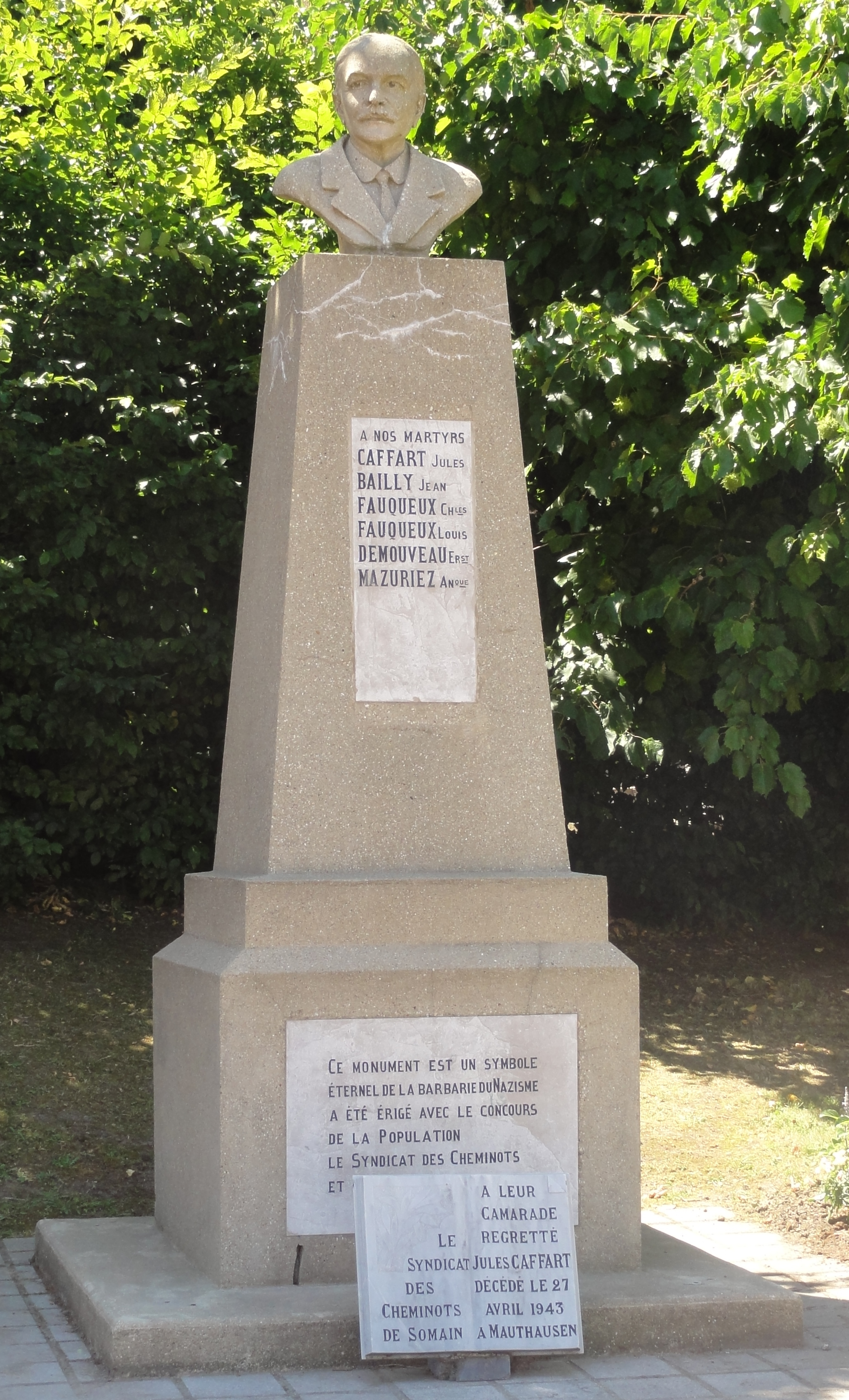
Le monument à Jules Caffart.
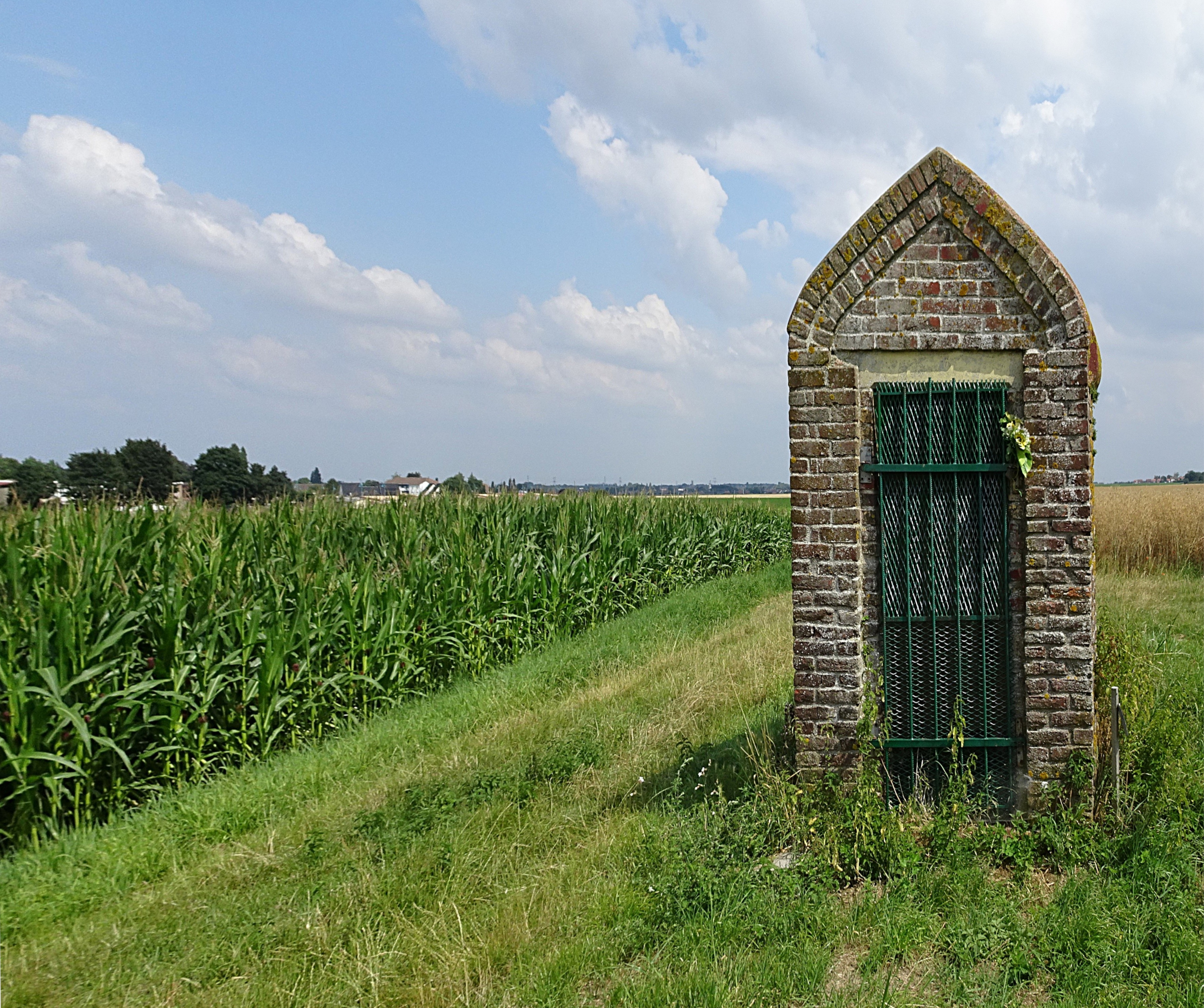
Chapelle-calvaire dans les champs.

### Personnalités liées à la commune
- Wauthier de Mauny[42] 32e chevalier de l'ordre de la Jarretière; le plus ancien ordre chevaleresque britannique, dont l'un des membres fondateurs et Sanchet D'Abrichecourt en 1348.
- François Debève (1837-1921), homme politique, député du Nord de 1898 à 1906.
- Jean Debève (1876-1935), homme politique, député de la 2e circonscription de Douai de 1928 à 1932.
- Jules Sion (1879-1940), géographe français natif de la commune.

### Folklore
Masny a pour géants Tiot Batich 1er, Tiot Batich 2, Baptistin et Criquotte.

### Héraldique
| Blason de Masny | Blason  | D'or à trois chevrons de sable.                  |
| Blason de Masny | Détails | Le statut officiel du blason reste à déterminer. |

## Pour approfondir